# كفر عبد الملك منصور
قرية كفرعبدالملك منصور هي إحدى القرى التابعة لمركز الزقازيق في محافظة الشرقية في جمهورية مصر العربية. حسب إحصاءات سنة 2006، بلغ إجمالي السكان في كفرعبدالملك منصور 819 نسمة، منهم 465 رجل و354 امرأة.